# Lunovula
Lunovula is een geslacht van weekdieren uit de klasse van de Gastropoda (slakken).

## Soorten
- Lunovula boucheti Lorenz, 2007
- Lunovula cancellata Lorenz, 2007
- Lunovula finleyi Rosenberg, 1990
- Lunovula superstes (Dolin, 1991)